# National Museum of the United States Air Force

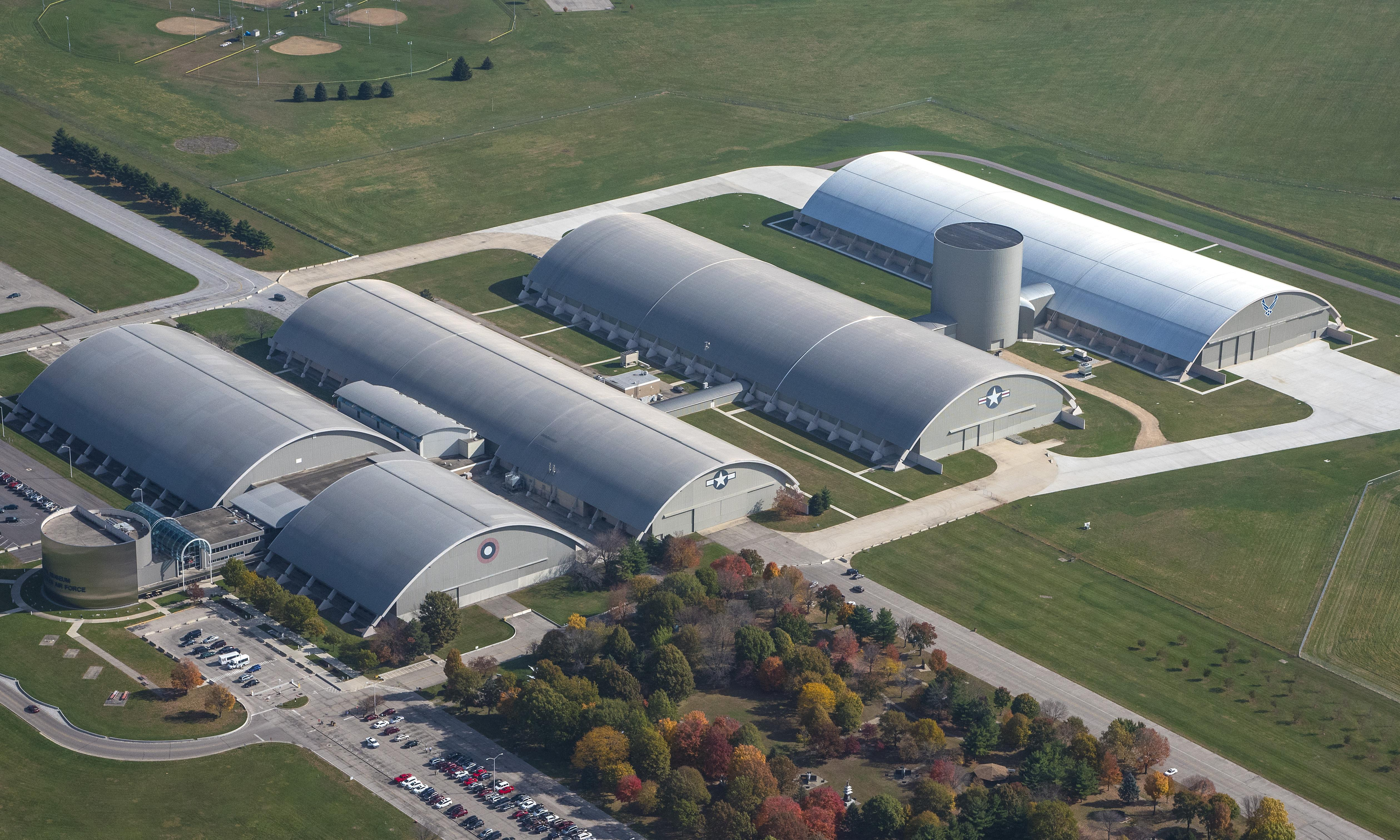
National Museum of the United States Air Force

Das National Museum of the United States Air Force ist das offizielle Museum der United States Air Force und gleichzeitig das weltweit älteste und größte Museum für militärische Luftfahrt. Es liegt am Rande der Wright-Patterson Air Force Base in Dayton im US-Bundesstaat Ohio.
Auf rund 80.000 m² überdachter Fläche und einem Freigelände sind etwa 350 Luftfahrzeuge ausgestellt, dazu kommen Raketen, Waffen, Motoren und Ähnliches. Insgesamt umfasste die Sammlung im Jahr 2005 rund 65.000 Objekte. Jährlich besuchen 1,2 Millionen Menschen die Ausstellung. Der Eintritt ist frei.
Organisatorisch gehört das Museum zum Air Force Materiel Command der US-Luftstreitkräfte und finanziert sich zu einem Teil durch staatliche Gelder und zum anderen Teil über die Stiftung Air Force Museum Foundation (AFMF).
Zum Museum gehört auch die National Aviation Hall of Fame (Nationale Ruhmeshalle der Luftfahrt), in der Pioniere der US-amerikanischen Luftfahrt porträtiert und gewürdigt werden. Seit der Gründung 1962 wurden bis Juli 2006 186 Militärpiloten in diese Ruhmeshalle aufgenommen.

## Geschichte

### Anfänge

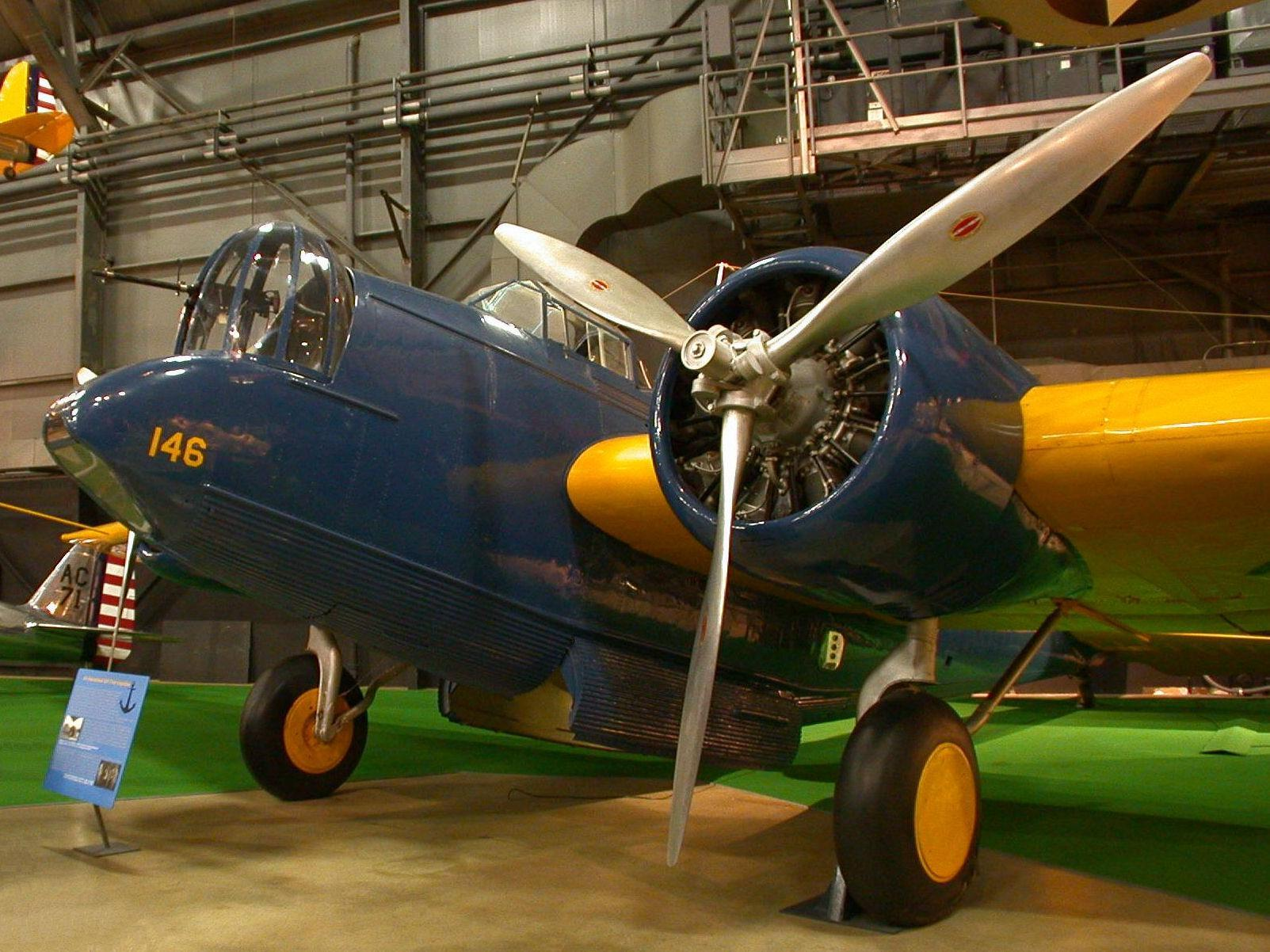
Martin B-10 im USAF-Museum

Im Oktober 1922 begann die für Luftfahrt zuständige Einheit des US Army Signal Corps mit Vorbereitungen für ein Museum. Auf dem nördlich von Dayton (Ohio) gelegenen McCook Field eröffnete 1923 das Engineering Division Museum. 1924 gehörten 62 Flugzeuge, ein Hubschrauber und 139 Motoren zum Bestand. In seinen ersten Jahren diente das Museum hauptsächlich der technischen, weniger der historischen Information; es sollte Technikern und Konstrukteuren zur Anschauung dienen, daher waren viele der Exponate unverkleidet oder demontiert ausgestellt. Veraltete Modelle wurden nicht etwa konserviert, sondern zerstört.

### Umzug
Als 1927 das McCook Field zu klein für den Flugbetrieb geworden war, zog der Army Air Service zum Wright Field um, das nordöstlich von Dayton lag und später in der Wright-Patterson Air Force Base aufging. Die Museumssammlung blieb zunächst eingelagert. Am 30. September 1931 erhielt das Museum den neuen Namen Army Aeronautical Museum und öffnete im Juli 1932 wieder für das Publikum. Allerdings befand sich nur ein einziges Flugzeug aus dem alten Bestand in der neuen Ausstellung (eine Nieuport 27), alle übrigen waren zwischenzeitlich entweder zerstört oder an andere Einrichtungen weitergegeben worden. In den ersten vier Jahren nach der Wiedereröffnung zählte das Museum durchschnittlich 12.000 Besucher pro Jahr. Schon bis 1935 verdreifachte sich die Ausstellungsfläche.
Zu Beginn des Zweiten Weltkriegs schloss das Army Aeronautical Museum für die Öffentlichkeit. Die eingelagerte Sammlung musste mehrmals auf dem Flugplatz umziehen, wobei viele Exponate Schäden davontrugen.

### Neubeginn nach dem Zweiten Weltkrieg
Nach dem Zweiten Weltkrieg begann die nun Army Technical Museum genannte Einrichtung Ausrüstung des gerade beendeten Konfliktes zu sammeln. Darunter war auch erbeutete Technik wie die deutschen Flugzeuge Junkers Ju 88 und Messerschmitt Me 262, allerdings mit einigen Jahren Verzögerung, da die USAAF sie zunächst eingehend untersuchte.
Nach der Aufstellung der neuen, eigenständigen United States Air Force erhielt das Museum am 2. Januar 1948 die Bezeichnung Air Force Technical Museum. Erst 1955 öffnete das Museum wieder für das Publikum, diesmal in einer ehemaligen Motoren-Wartungshalle auf dem Patterson Field, nur wenige hundert Meter entfernt vom alten Standort. Die Besucherzahlen stiegen bis auf 600.000 Im Jahr 1969, und schon Anfang der 1960er-Jahre schien ein Umzug wegen Platzmangel unumgänglich. Eine im November 1960 gegründete Stiftung trieb zusätzliche Gelder für einen geplanten Neubau auf.

### Neubau am heutigen Standort

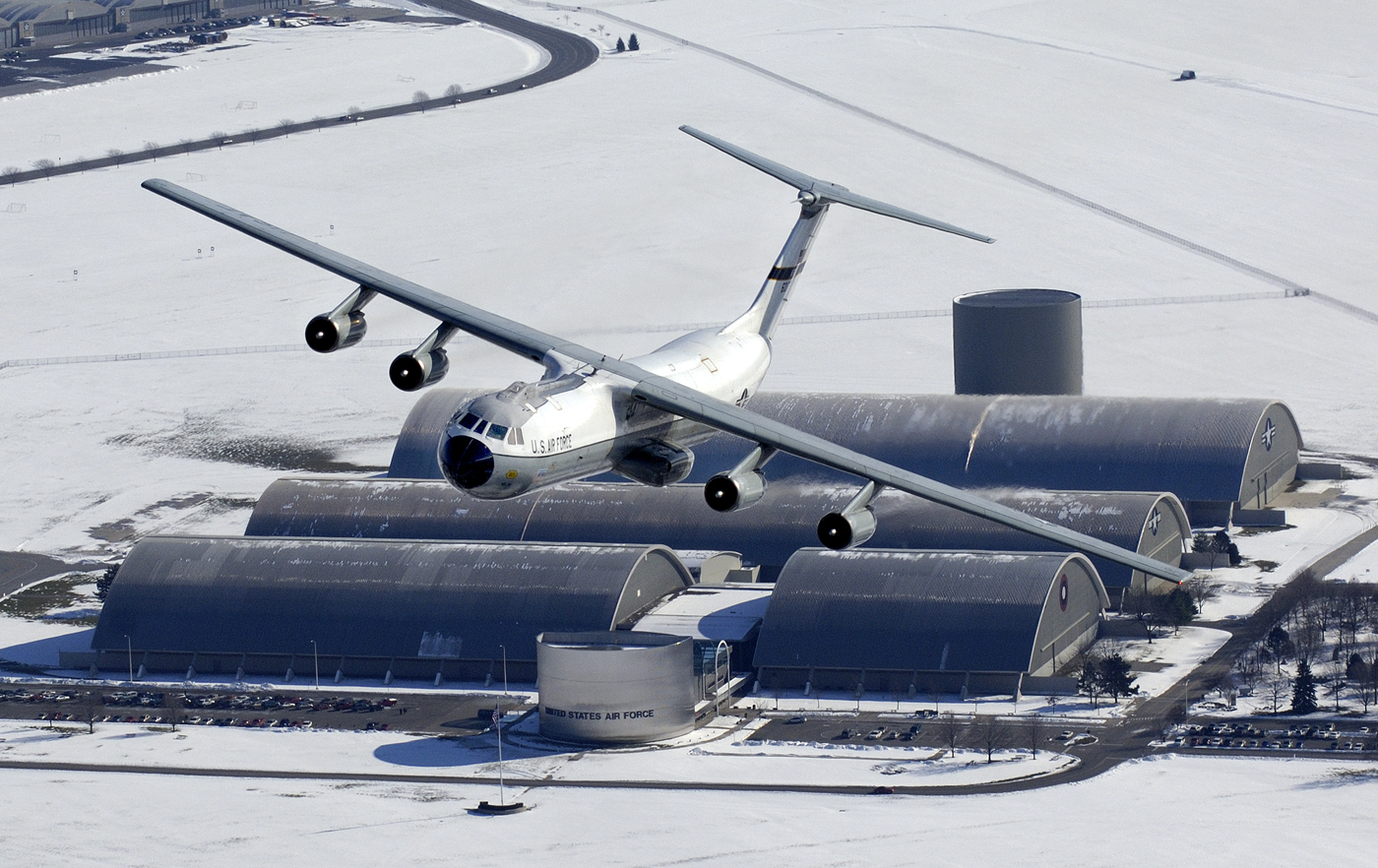
Lockheed C-141 Hanoi Taxi über dem USAF-Museum

Am 3. September 1971 eröffnete Präsident Richard Nixon den ersten Neubau des Museums, das von nun an United States Air Force Museum hieß. Das sechs Millionen US-Dollar teure und fast 20.000 m² große Gebäude steht direkt neben der ehemaligen Start- und Landebahn 05/23 des alten Wright Field. Eines der ältesten originalen Ausstellungsstücke ist ein Eindecker von Louis Blériot aus dem Jahr 1911. Im April 1988 kam eine zweite Halle mit 15.000 m² für die moderne Luftfahrt hinzu, in der heute die Lockheed YF-22, Northrop Tacit Blue und Bird of Prey zu sehen sind. Eine dritte Halle zeigt seit 2003 auf 18.500 m² Ausrüstung zum Thema Kalter Krieg, unter anderem Marschflugkörper, Northrop B-2 und Mikojan-Gurewitsch MiG-29. In einem siloartigen Rundbau sind seit 2004 Gegenstände aus dem Bereich Raketen und Raumfahrt untergebracht, wie Interkontinentalraketen, Satelliten und Raumschiffe.
Rund anderthalb Kilometer entfernt vom Hauptkomplex sind Experimentalflugzeuge und ehemalige Präsidentenmaschinen (Air Force One) ausgestellt, darunter die einzige noch erhaltene North American XB-70 und Lockheed YF-12 sowie die VC-137C mit dem Kennzeichen 62-6000, die allen Präsidenten von John F. Kennedy bis Bill Clinton diente. Für diese Flugzeuge ist eine vierte Halle bei den Hauptgebäuden geplant, um alle Sammlungen zentral zeigen zu können.
Im Oktober 2004 erhielt das Museum seinen heutigen Namen National Museum of the United States Air Force, um die nationale Bedeutung dieser Einrichtung zu unterstreichen.
Neben der eigentlichen Ausstellung gibt es im USAF-Museum ein IMAX-Kino mit 500 Plätzen, ein Café und einen Museumsladen. Außerdem unterhält das Museum ein umfangreiches Archiv mit Fotos und anderen Dokumenten sowie eine Restaurierungsabteilung.

## Exponate
Das Museum ist in einzelne Ausstellungen aufgeteilt, die Flugzeuge ihrem historischen Kontext zeigen und die Entwicklung der Militärluftfahrt darstellen.
Air Force One
- SAM 26000, bekannt als JFKs Flugzeug, war in Dallas dabei

### Die frühen Jahre 1901 bis 1941

#### 1901 bis 1917

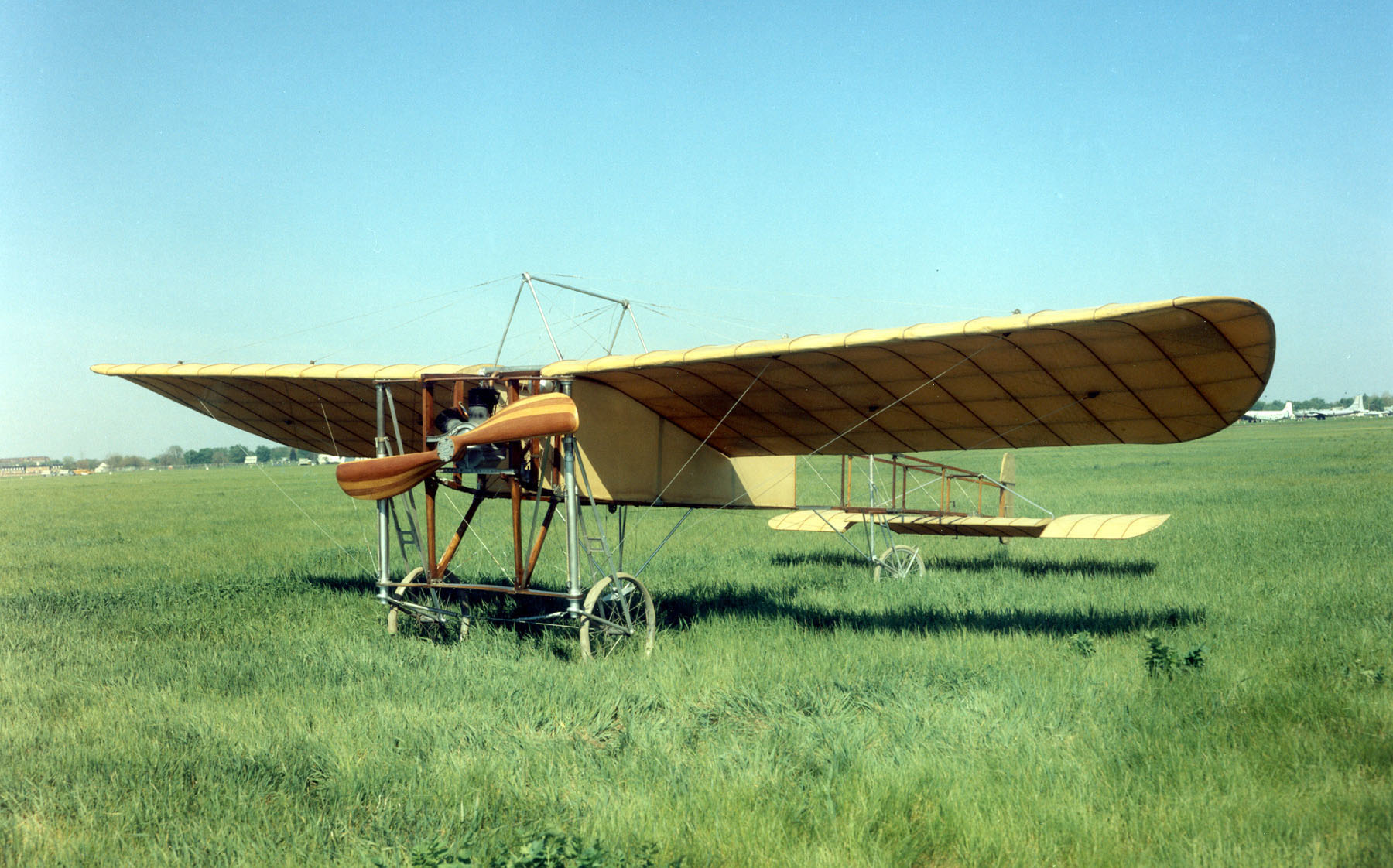
Bleriot Monoplane

- Windkanal der Brüder Wright von 1901
- Wright Military Flyer (1909), das erste vom U.S. Army Signal Corps gekaufte Flugzeug
- Curtiss Model D (1911), das zweite vom U.S. Army Signal Corps gekaufte Flugzeug
- Blériot Monoplane

#### Der Erste Weltkrieg 1917 bis 1918

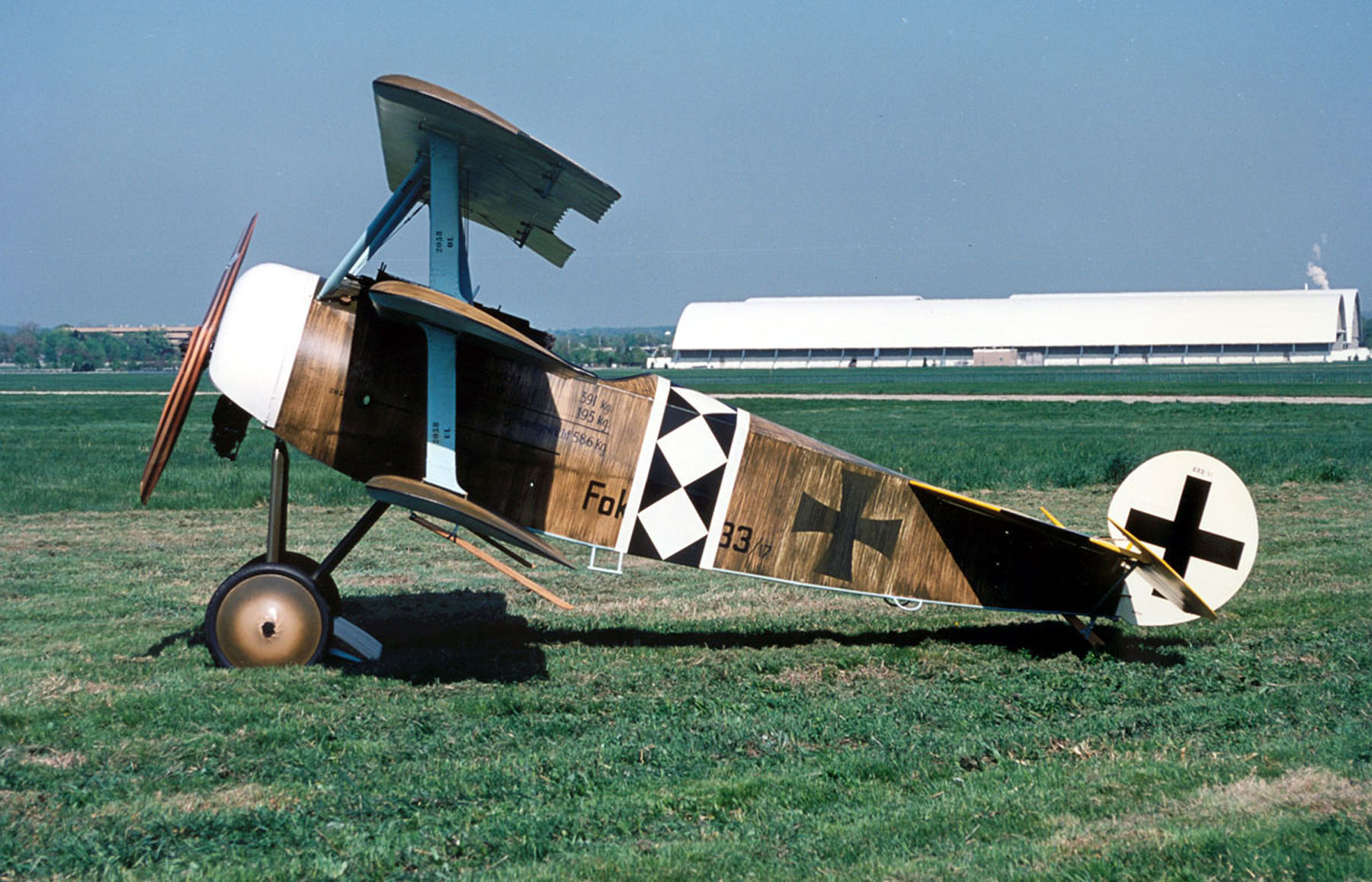
Fokker Dr.I

- SPAD S.VII (geflogen von der Escadrille La Fayette)
- Curtiss JN-4D „Jenny“ (Schulflugzeug)
- Standard SJ-1 (Schulflugzeug)
- Thomas-Morse S-4C Scout (Schulflugzeug)
- Avro 504K Trainer
- Nieuport 28 C.1, geflogen von der ersten Jagdstaffel des United States Army Air Service (USAAS)
- Sopwith Camel F-1, geflogen vom United States Army Air Service
- Fokker Dr.I
- Caquot Type R, Luftschiff, von der United States Army eingesetzt
- Halberstadt CL.IV
- SPAD S.XIII
- Fokker D.VII
- Kettering Bug (frühe Form eines Marschflugkörpers, Serienreife nicht erreicht)
- Caproni Ca.36

#### Zwischen den Weltkriegen 1919 bis 1941
- Airco D.H.4

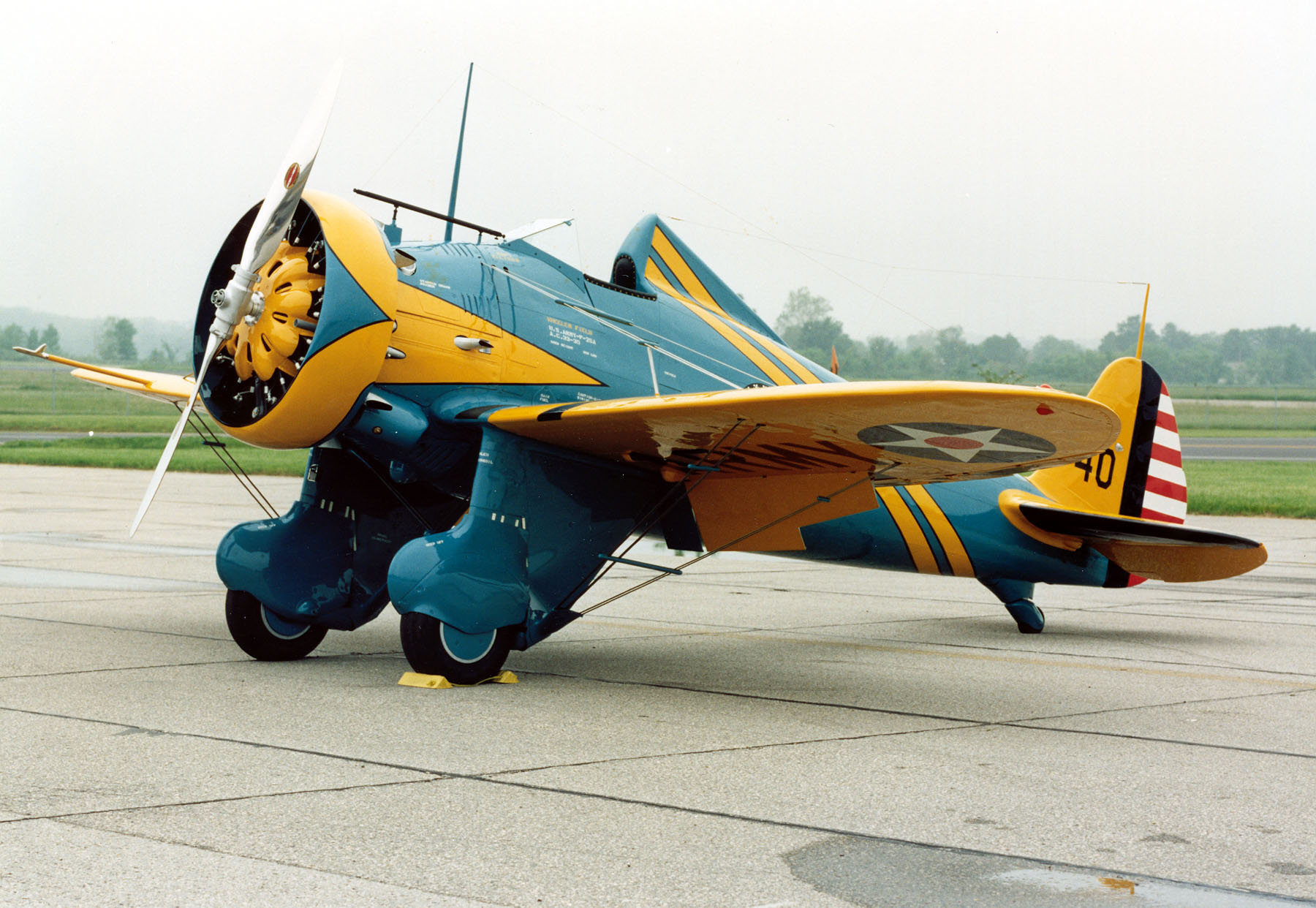
Boeing P-26A

- Martin MB-2 (erster US-amerikanischer Bomber)
- Consolidated PT-1 Trusty (Schulflugzeug)
- Boeing P-12E
- Curtiss P-6E
- Boeing P-26A Peashooter
- Martin B-10
- Douglas O-38F
- Douglas O-46A (eingelagert)
- North American O-47B
- Curtiss O-52 Owl
- North American BT-9B (Schulflugzeug)
- Stearman PT-13D Kaydet (Schulflugzeug)
- Fairchild PT-19 Cornell (Schulflugzeug)

### Zweiter Weltkrieg

#### Kampfflugzeuge
- Douglas A-20G Havoc
- Douglas A-24B Banshee
- North American A-36A Apache

#### Bomber

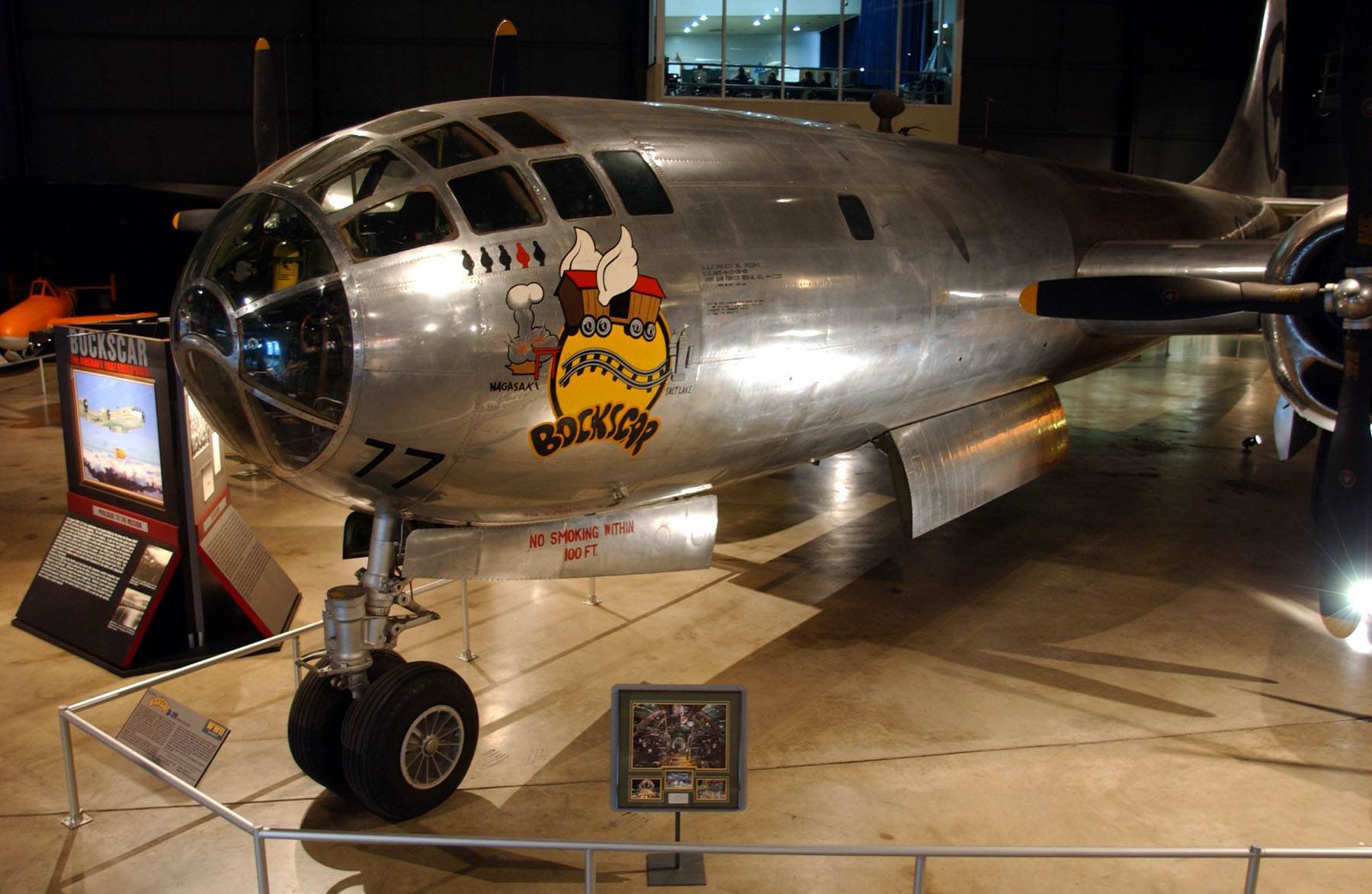
Boeing B-29 Superfortress

- B-17D „The Swoose“ – in Restaurierung
- B-17F „Memphis Belle“
- B-17G „Shoo Shoo Baby“
- Douglas B-18 Bolo
- Douglas B-23A Dragon – eingelagert
- Consolidated B-24 Liberator „Strawberry Bitch“
- Martin B-26G Marauder
- Boeing B-29 Superfortress „Bockscar“ – Originalflugzeug des Atombombenangriffs auf Nagasaki

#### Transportflugzeuge
- Douglas C-39 – eingelagert
- Curtiss C-46D Commando
- Douglas C-47D Skytrain

#### Aufklärungsflugzeuge
- F-10D Mitchell

#### Verbindungsflugzeuge
- Taylorcraft L-2M Grasshopper

#### Mehrzweckflugzeuge
- Consolidated OA-10 Catalina

#### Hubschrauber
- Sikorsky R-4B Hoverfly

#### Jagdflugzeuge
- Seversky P-35
- Curtiss P-36A Hawk
- Lockheed P-38L Lightning
- Bell P-39Q Airacobra
- Curtiss Hawk 87A-3 (P-40E)

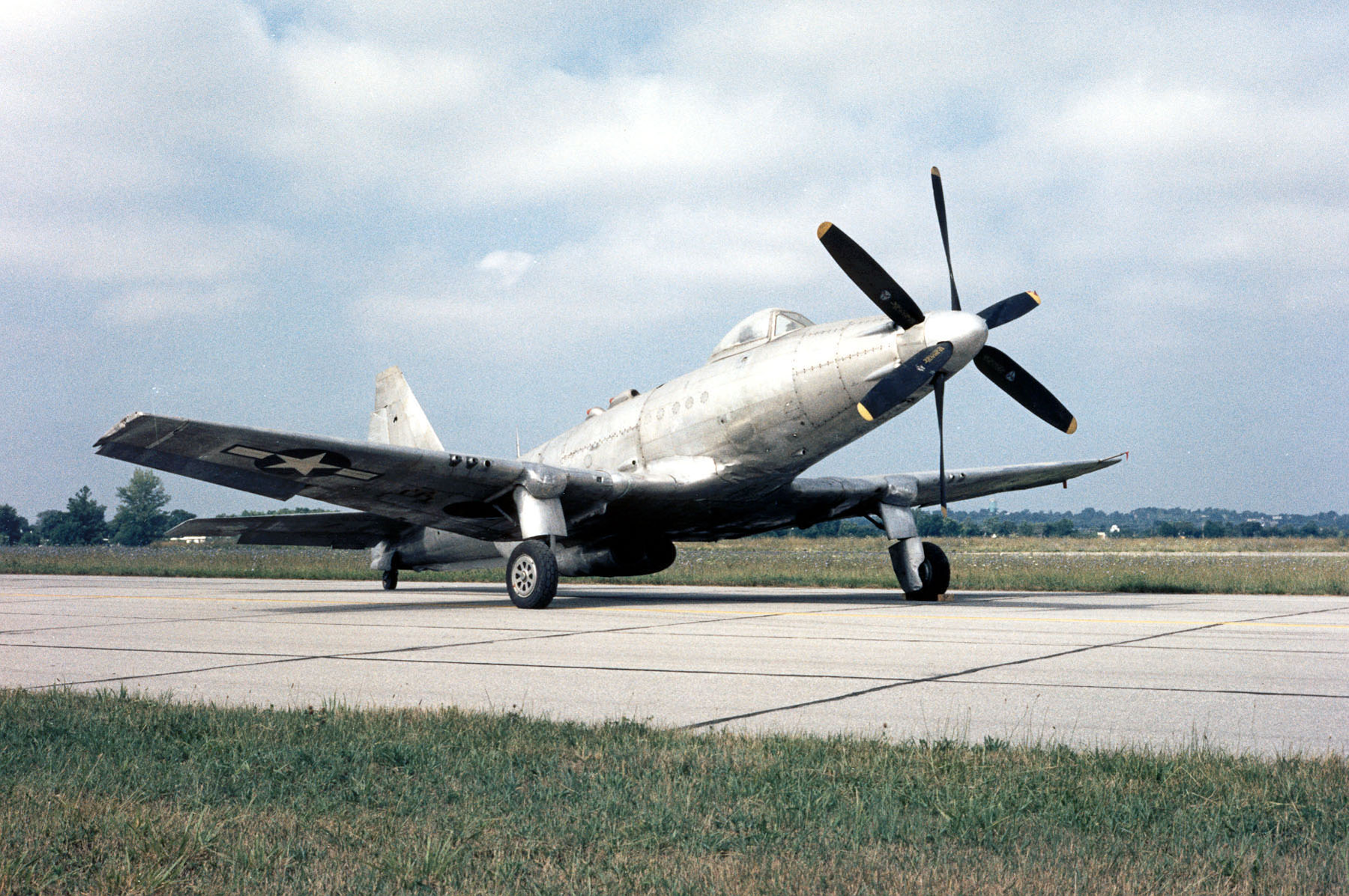
Fisher P-75A Eagle

- Republic P-47D-15RA Thunderbolt „Fiery Ginger“
- Republic P-47D-40RA Thunderbolt „Five by Five“
- North American P-51D Mustang
- Northrop P-61C Black Widow
- Bell P-63E Kingcobra
- Fisher P-75A Eagle

#### Schulflugzeuge
- Curtiss AT-9 Jeep
- Vultee BT-13 Valiant
- Ryan PT-22 Recruit

#### Militärflugzeuge anderer Staaten
- Noorduyn UC-64A Norseman (Kanada)

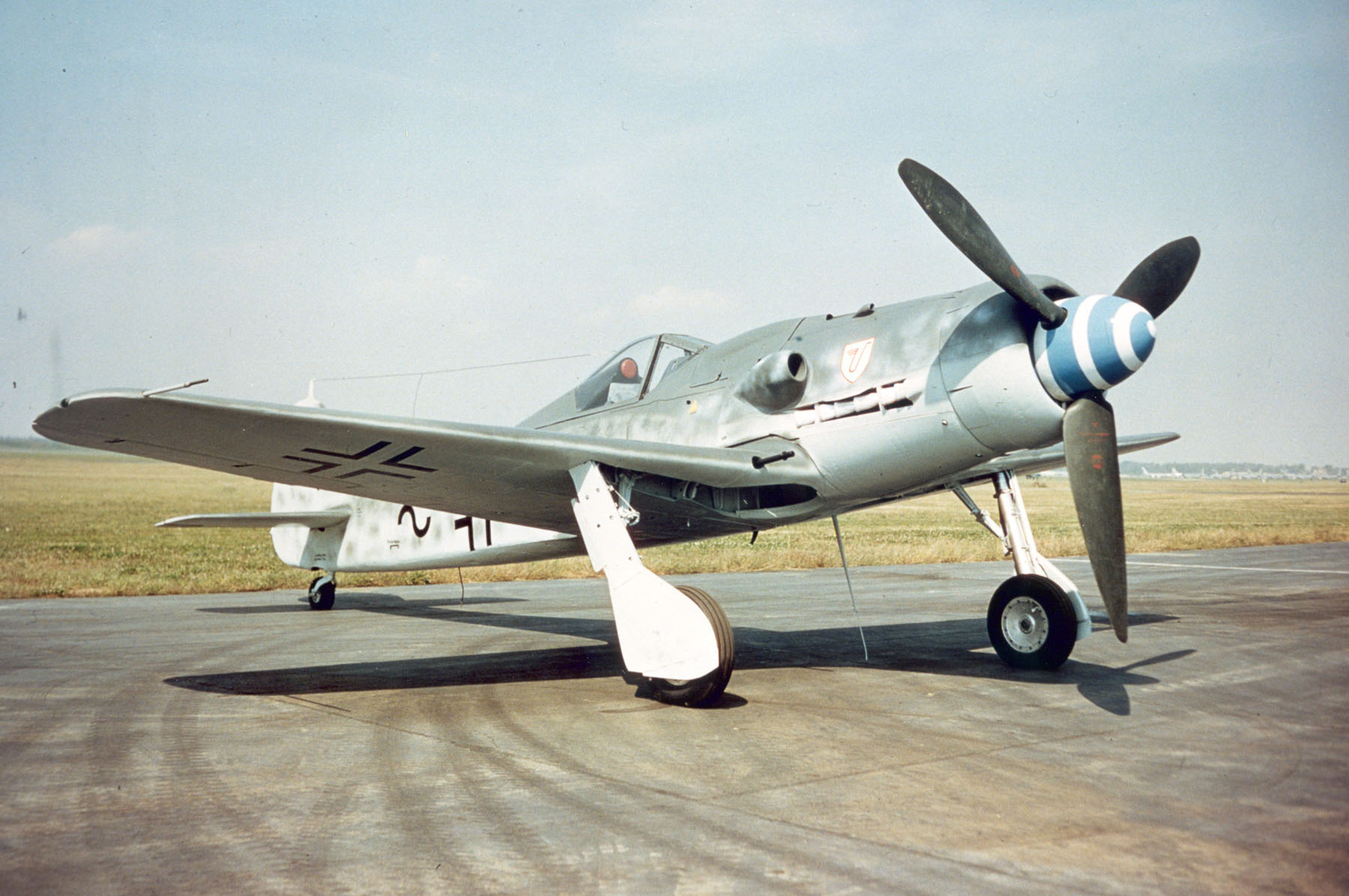
Focke-Wulf Fw 190 D-9

- Bristol Beaufighter Mk Ic (Großbritannien)
- De Havilland DH.82A Tiger Moth (Großbritannien)
- De Havilland DH.98 Mosquito Mk 35 (Großbritannien)
- Hawker Hurricane Mk IIa (Großbritannien)
- Supermarine Spitfire Mk Vc (Großbritannien)
- Supermarine Spitfire Mk PRXI (Großbritannien)
- Kawanishi N1K-J Shiden-Kai „George-21“ (Japan) – wird restauriert
- Mitsubishi A6M2 Zero „Zeke“ (Japan)
- Yokosuka MXY-7 Ōka (Japan)
- Fi 156 C-1 Storch (Deutschland)
- Focke-Wulf Fw 190 D-9 (Deutschland)
- Junkers Ju-88D-1 (Deutschland)
- Messerschmitt Bf 109 G-6 (Deutschland)
- Messerschmitt Me 163 B Komet (Deutschland)
- Messerschmitt Me 262 A Schwalbe (Deutschland)
- Fieseler Fi 103 (V1) (Deutschland)
- V-2 mit Meillerwagen (Deutschland)
- Macchi MC.200 Saetta (Italien)

### Der Koreakrieg
- Douglas A-26C Invader
- Douglas C-124C Globemaster II
- Fairchild C-82 Packet
- Fairchild C-119 Flying Boxcar
- Lockheed F-80C Shooting Star
- Lockheed F-94A Starfire
- MiG-15bis „Fagot“ (UdSSR)
- North American B-45C Tornado
- North American F-82B Twin Mustang
- North American F-86A Sabre
- North American RF-86 Sabre

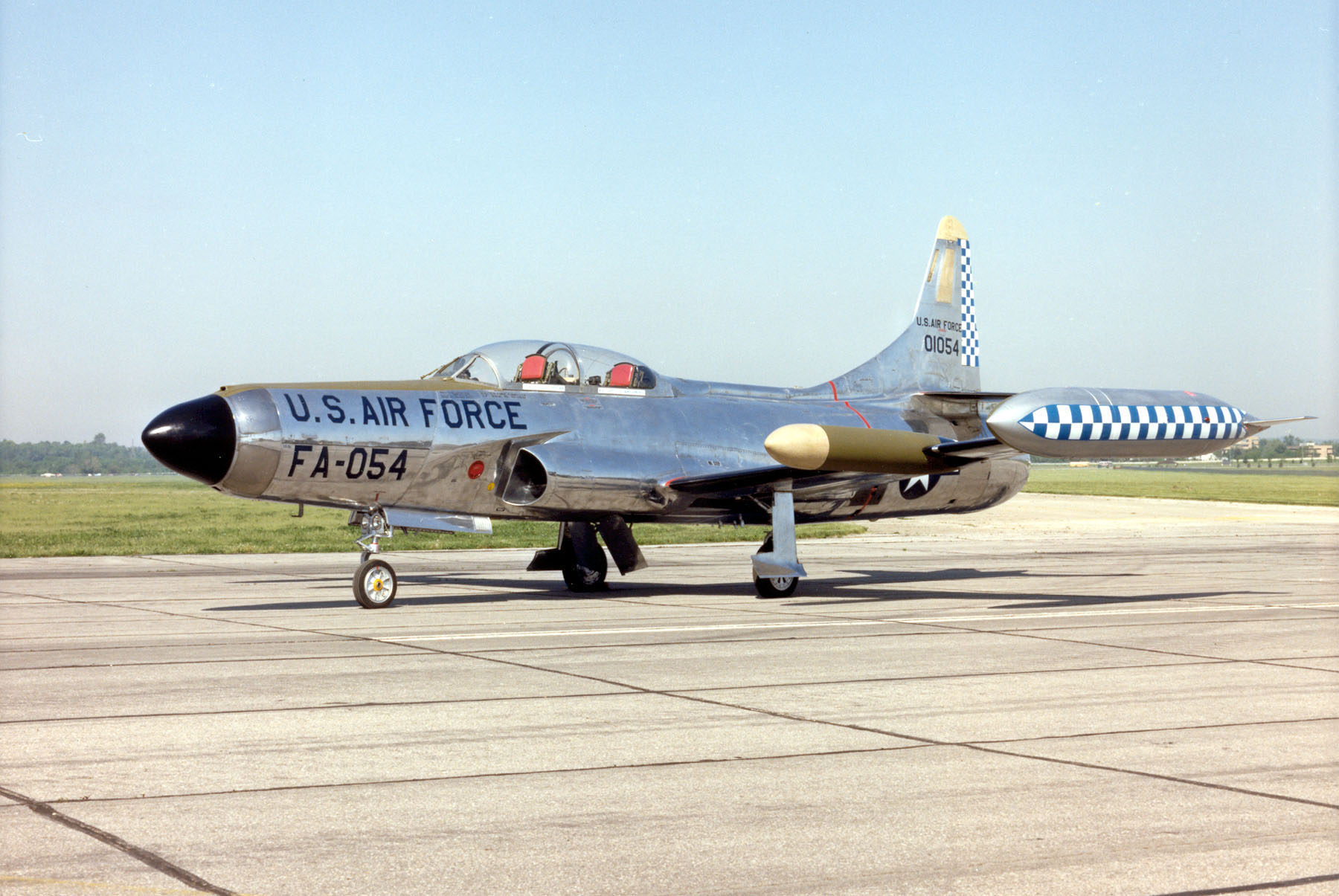
Lockheed F-94A Starfire

- North American T-6 Mosquito (Version als Forward Air Controller)
- Republic F-84E Thunderjet
- Sikorsky YH-5A
- Sikorsky UH-19B Chickasaw

### Der Vietnamkrieg
- Bell UH-1P Iroquois
- Boeing B-52D Stratofortress
- Cessna YA-37A Dragonfly
- Cessna O-1G Bird Dog (Forward Air Controller)
- Cessna O-2A Skymaster (Forward Air Controller)
- De Havilland Canada C-7 Caribou
- Douglas A-1E Skyraider
- Douglas RB-66B Destroyer
- Fairchild C-123K Provider „Patches“
- General Dynamics F-111A Aardvark
- Kaman HH-43B Huskie
- Lockheed EC-121D Warning Star
- Lockheed C-141 Starlifter „Hanoi Taxi“
- Vought A-7D Corsair II
- Martin EB-57B Canberra
- McDonnell RF-101 Voodoo
- McDonnell F-4C Phantom II
- MiG-17 „Fresco“ (UdSSR)
- MiG-21PF „Fishbed“ (UdSSR) (eine zweite MiG-21 ist eingelagert)
- North American F-100F Super Sabre
- North American OV-10A Bronco
- Northrop YF-5A Skoshi Tiger
- Republic F-105D Thunderchief (eine Wild-Weasel-Version ist ebenfalls ausgestellt)
- Sikorsky CH-3E

### Der Kalte Krieg

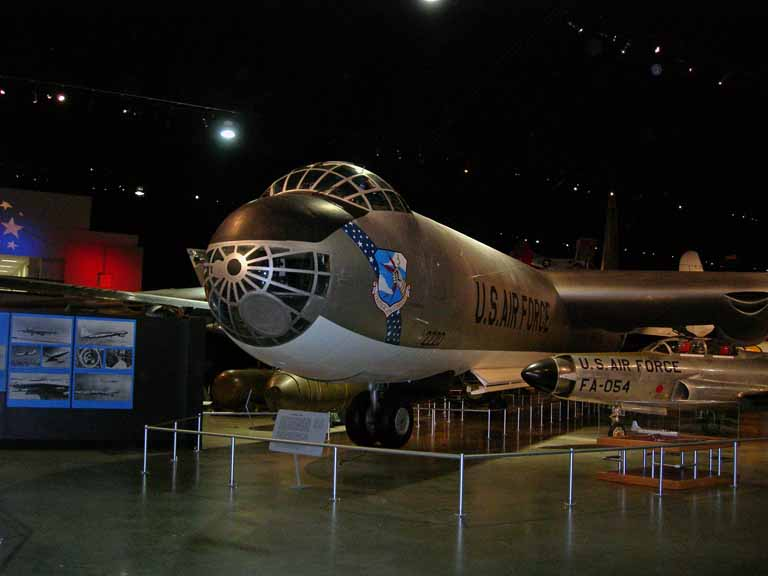
B-36 Peacemaker und F-94 Starfire

- Avro Canada CF-100 Canuck (Kanada)
- Boeing RB-47H (Aufklärer)
- Boeing WB-50D Superfortress (Wetteraufklärer)
- Boeing KC-97L Stratotanker (Tankflugzeug)
- Convair B-36J Peacemaker
- Convair B-58 Hustler
- Convair F-102 Delta Dagger
- Convair F-106 Delta Dart, das Flugzeug, das als „Cornfield Bomber“ bekannt wurde
- De Havilland Canada De Havilland Canada U-6A Beaver
- Dassault Mystère IV (Frankreich) – eingelagert
- Douglas C-133 Cargomaster
- Lockheed F-104C Starfighter
- Lockheed SR-71A Blackbird
- Lockheed U-2A
- McDonnell F-101 Voodoo
- MiG-19S „Farmer“ (UdSSR)
- MiG-23 Flogger „Flogger“ (UdSSR) – zwei Flugzeuge eingelagert
- MiG-25 Foxbat „Foxbat“ (UdSSR) – wird restauriert
- Northrop F-89 Scorpion
- CH-21B Workhorse
- Republic F-84F Thunderstreak
- Suchoi Su-22 M4 „Fitter“ (UdSSR) – eingelagert

### Nach dem Kalten Krieg

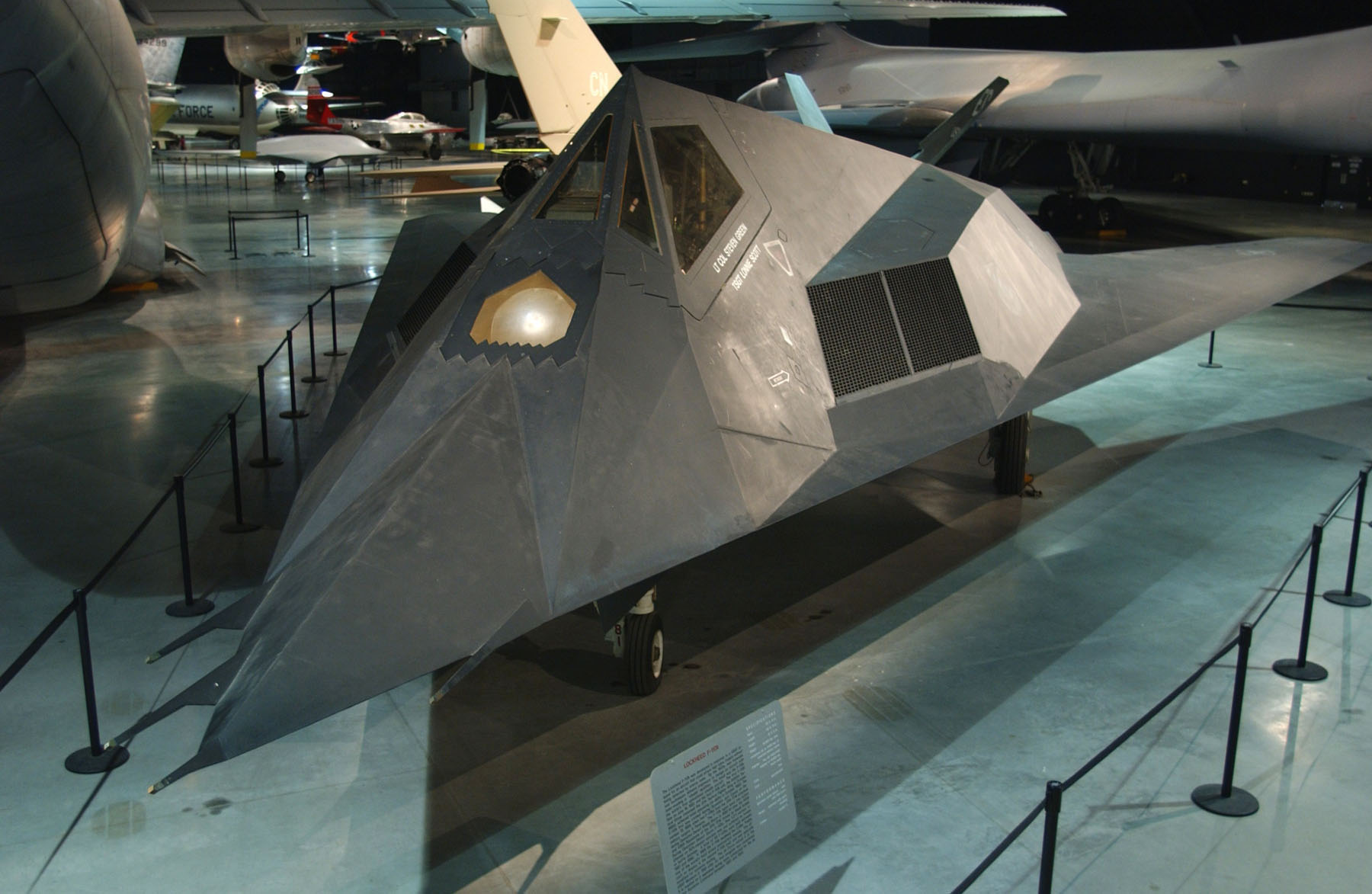
Lockheed F-117A Nighthawk

- Fairchild Republic A-10A Thunderbolt II
- General Atomics RQ-1A Predator
- General Dynamics F-16 Fighting Falcon
- Lockheed F-117A Nighthawk
- Lockheed AC-130A Spectre „Azrael“
- Lockheed Martin F-22 Raptor
- McDonnell Douglas RF-4C Phantom II
- McDonnell Douglas F-4G Phantom II (Wild Weasel)
- McDonnell Douglas F-15 Eagle
- MiG-29 „Fulcrum“ (UdSSR)
- Northrop B-2A Spirit (statisches 1:1-Modell für Testzwecke)
- Northrop Grumman RQ-4 Global Hawk
- Panavia Tornado GR.4 (Royal Air Force)
- Rockwell B-1B Lancer

### Forschungs- und Experimentalflugzeuge
- Bell X-1B
- Bell X-5
- Douglas X-3 Stiletto
- Lockheed D-21B
- Lockheed YF-12A
- North American XB-70A Valkyrie
- Northrop Tacit Blue The Whale

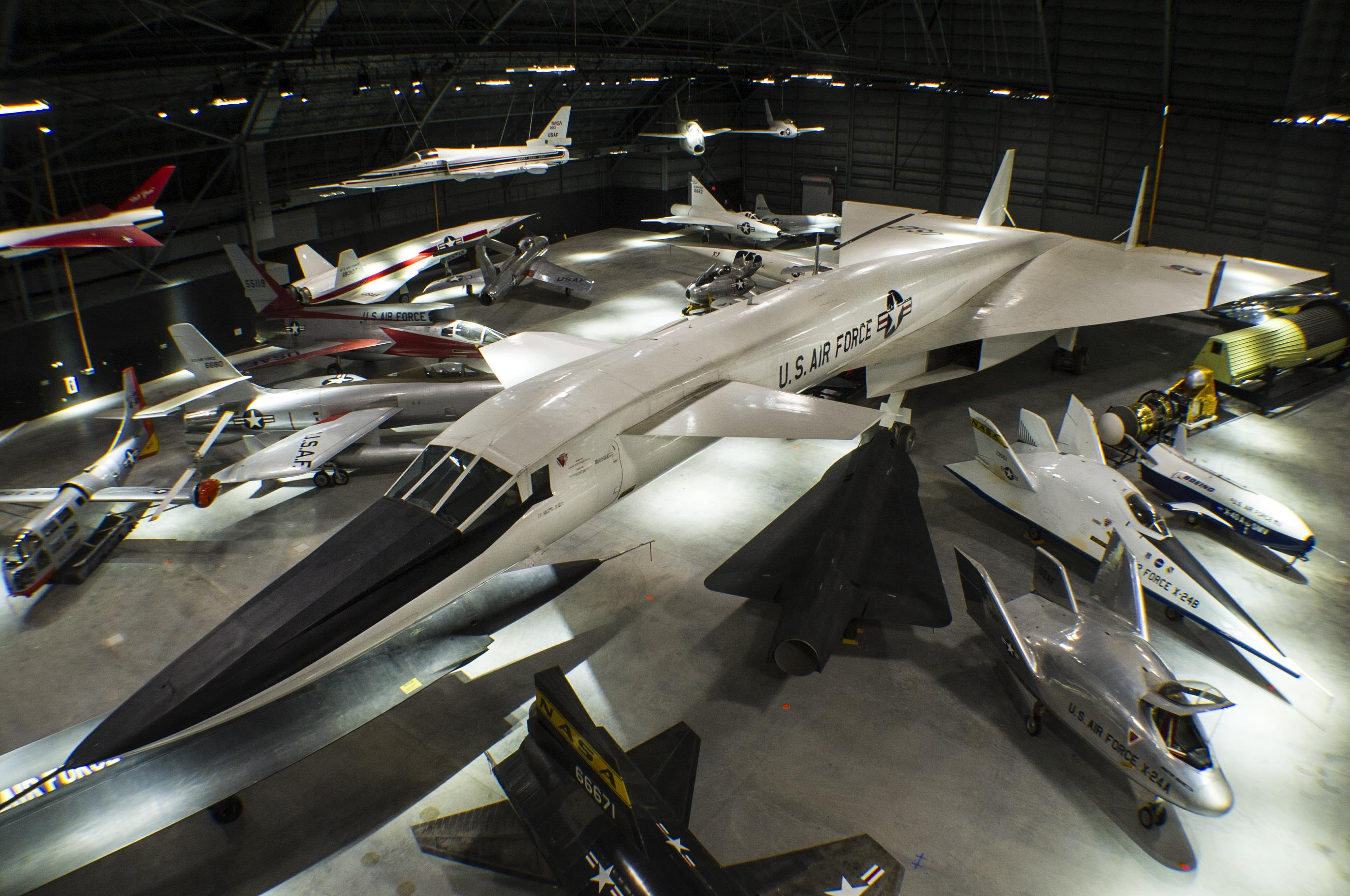
North American XB-70 (zentral)

- Northrop / McDonnell Douglas YF-23A Black Widow II

### Raumfahrt

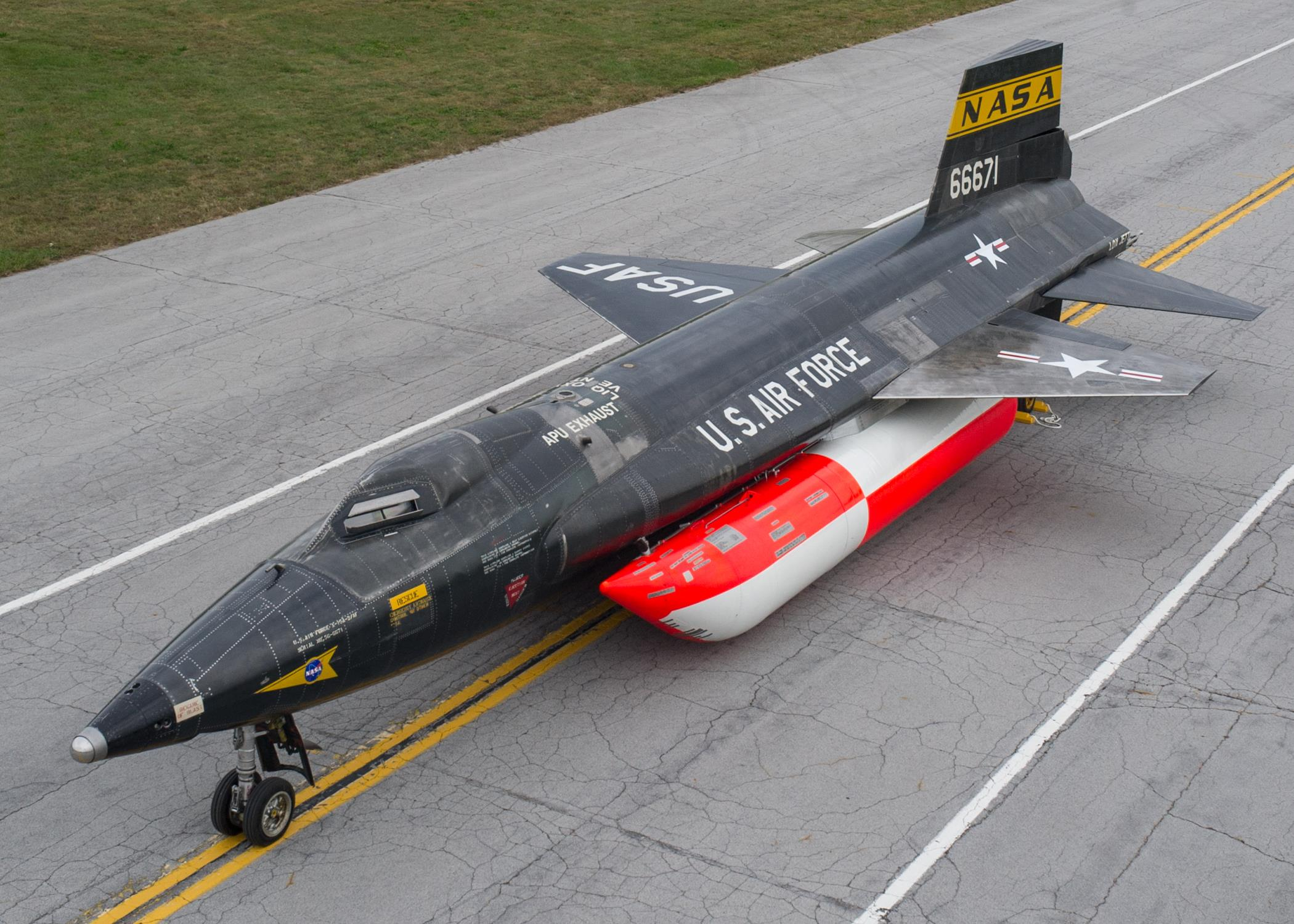
North American X-15A-2

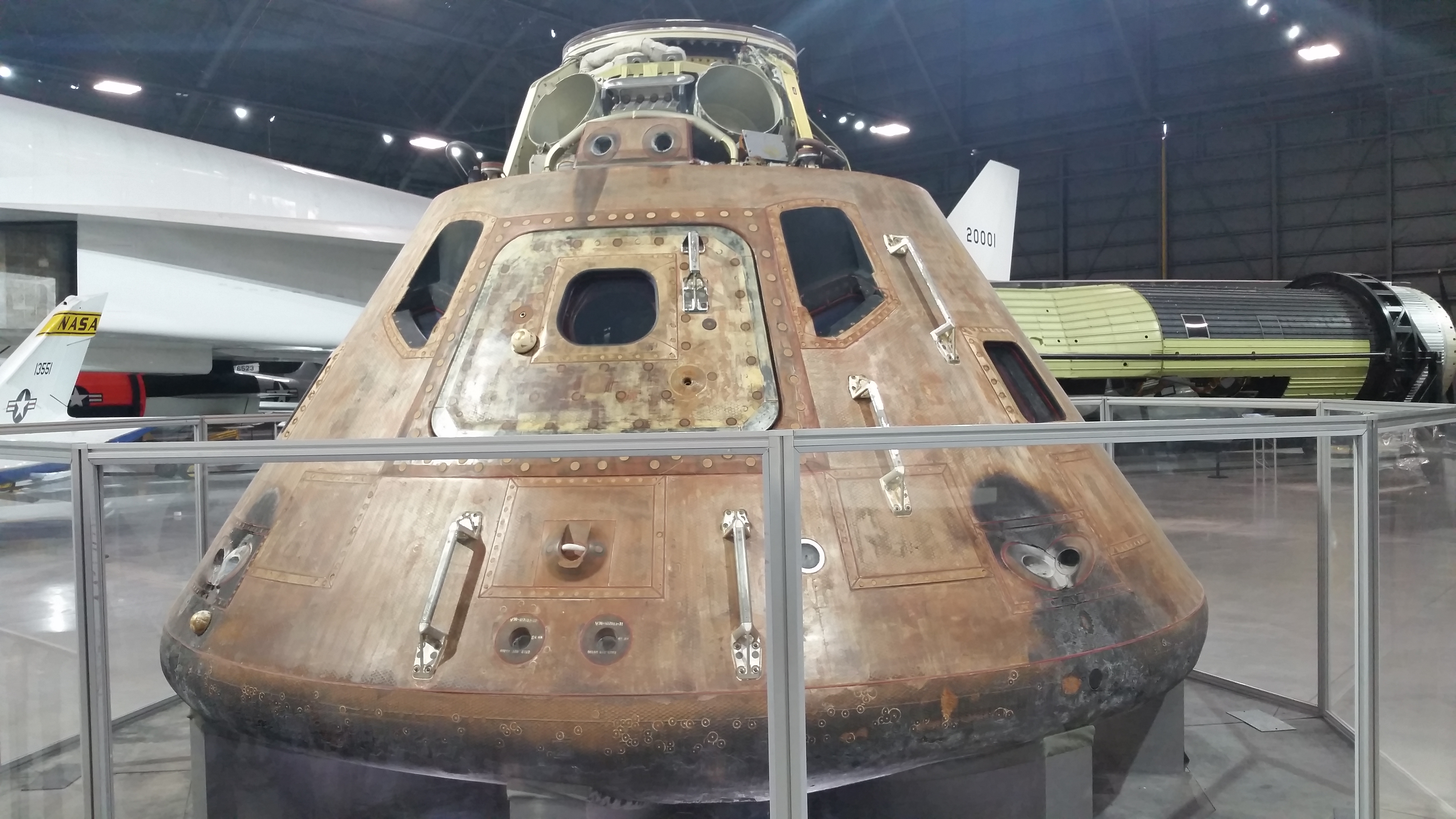
Das Kommandomodul von Apollo 15

- Boeing X-40A
- Lockheed Martin Titan IVB
- Martin X-24A
- Martin X-24B
- North American X-15A-2
- Das Kommandomodul von Apollo 15

### Triebwerke

#### Kolbenmotoren

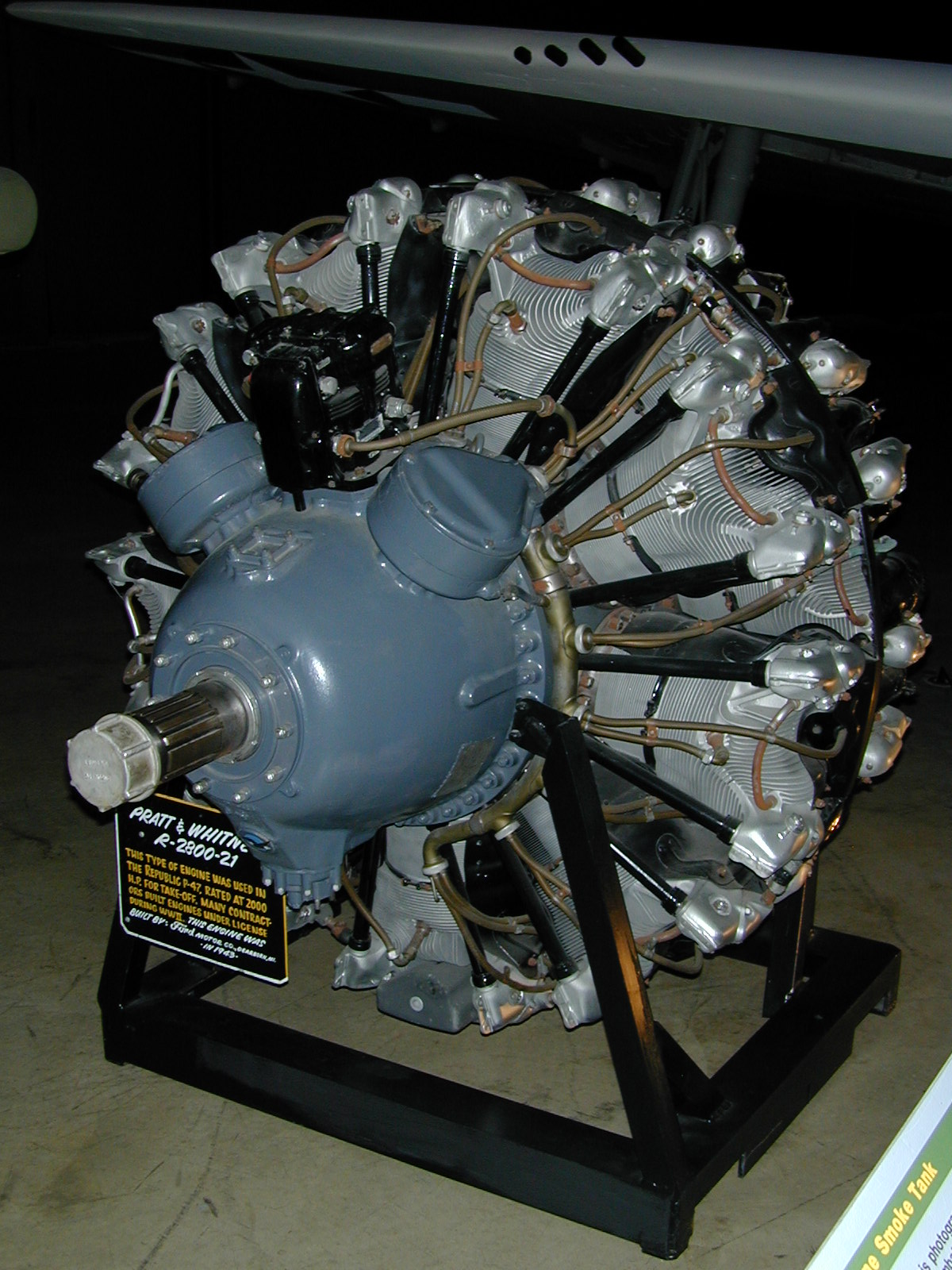
Pratt & Whitney R-2800-21

- Allison V-3420
- Anzani 10
- Bentley B.R.2
- Benz Bz.IV
- BMW 132 E
- British ABC Wasp
- Continental I-1430-9 Hyper
- Curtiss K-12
- Curtiss OX-5
- Curtiss R-600
- Curtiss V-1570 Conqueror
- Fiat A-12
- Franklin O-805-2
- Gnome B-9
- Le Rhône 9C
- Liberty L-4
- Liberty L-6
- Liberty L-8
- Lorraine-Dietrich 8Be
- Oberursel UR-2
- Packard 3A-2500
- Packard DR-980 Diesel
- Pratt & Whitney R-2800-21
- R.A.F. 1A
- Renault 12-F
- Rolls-Royce Hawk
- Salmson Z-9
- U.S. Model Bugatti
- Wright L-320 Gipsy
- Wright R-3350-57 Cyclone
- Wright T-3

#### Strahltriebwerke
- General Electric J31
- General Electric J35-A-17D
- General Electric J79
- General Electric YJ93-G-3
- Pratt & Whitney F100
- Rolls Royce Avon MK 203
- Westinghouse J34

#### Propellerturbinen
- Allison T-40-A-10
- Allison YT-56-A-3